# Filmografie Woodyho Allena

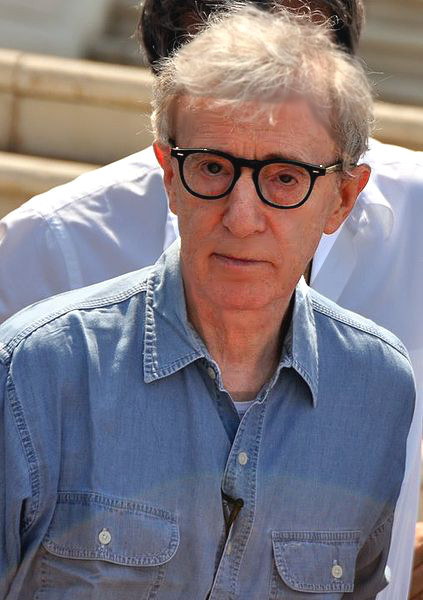
Woody Allen v Cannes roku 2011

Filmografie Woodyho Allena, amerického filmového režiséra, scenáristy, herce a jazzového muzikanta, obsahuje chronologický přehled filmů, na nichž se v různých profesích podílel.

## Filmy
| Rok  | Film                                                               | Účastnil se jako | Účastnil se jako | Účastnil se jako | role                                             |
| Rok  | Film                                                               | režisér          | scenárista       | herec            | role                                             |
| ---- | ------------------------------------------------------------------ | ---------------- | ---------------- | ---------------- | ------------------------------------------------ |
| 1965 | Co je nového, kočičko?                                             |                  | Ano              | Ano              | Victor Shakapopulis                              |
| 1966 | Co je nového, kotě?                                                | Ano              | Ano              | Ano              | Vypravěč                                         |
| 1967 | Casino Royale                                                      |                  |                  | Ano              | Dr. Noah/Jimmy Bond                              |
| 1969 | Don't Drink the Water                                              |                  | Ano              |                  |                                                  |
| 1969 | Seber prachy a zmiz                                                | Ano              | Ano              | Ano              | Virgil Starkwell                                 |
| 1971 | Men of Crisis: The Harvey Wallinger Story                          | Ano              | Ano              | Ano              | Harvey Wallinger                                 |
| 1971 | Banáni                                                             | Ano              | Ano              | Ano              | Fielding Mellish                                 |
| 1972 | Zahraj to znovu, Same                                              |                  | Ano              | Ano              | Allan Felix                                      |
| 1972 | Všechno, co jste kdy chtěli vědět o sexu (ale báli jste se zeptat) | Ano              | Ano              | Ano              | Blázen Fabrizio Victor Shakapopulis Spermie č. 1 |
| 1973 | Spáč                                                               | Ano              | Ano              | Ano              | Miles Monroe                                     |
| 1975 | Láska a smrt                                                       | Ano              | Ano              | Ano              | Boris Grushenko                                  |
| 1976 | Na černé listině                                                   |                  |                  | Ano              | Howard Prince                                    |
| 1977 | Annie Hallová                                                      | Ano              | Ano              | Ano              | Alvy Singer                                      |
| 1978 | Interiéry                                                          | Ano              | Ano              |                  |                                                  |
| 1979 | Manhattan                                                          | Ano              | Ano              | Ano              | Isaac Davis                                      |
| 1980 | Vzpomínky na hvězdný prach                                         | Ano              | Ano              | Ano              | Sandy Bates                                      |
| 1980 | To Woody Allen, From Europe with Love                              |                  |                  | Ano              | Sám za sebe                                      |
| 1982 | Sex noci svatojánské                                               | Ano              | Ano              | Ano              | Andrew                                           |
| 1983 | Zelig                                                              | Ano              | Ano              | Ano              | Leonard Zelig                                    |
| 1984 | Danny Rose z Broadwaye                                             | Ano              | Ano              | Ano              | Danny Rose                                       |
| 1985 | Purpurová růže z Káhiry                                            | Ano              | Ano              |                  |                                                  |
| 1986 | 50 Years of Action!                                                |                  |                  | Ano              | Sám za sebe                                      |
| 1986 | Meetin' WA                                                         |                  |                  | Ano              | Sám za sebe                                      |
| 1986 | Hana a její sestry                                                 | Ano              | Ano              | Ano              | Mickey Sachs                                     |
| 1987 | Zlaté časy rádia                                                   | Ano              | Ano              | Ano              | Vypravěč                                         |
| 1987 | September                                                          | Ano              | Ano              |                  |                                                  |
| 1987 | King Lear                                                          |                  |                  | Ano              | Mr. Alien                                        |
| 1988 | Jiná žena                                                          | Ano              | Ano              |                  |                                                  |
| 1989 | Povídky z New Yorku                                                | Ano              | Ano              | Ano              | Sheldon                                          |
| 1989 | Zločiny a poklesky                                                 | Ano              | Ano              | Ano              | Cliff Stern                                      |
| 1990 | Alice                                                              | Ano              | Ano              |                  |                                                  |
| 1991 | Taková normální láska                                              |                  |                  | Ano              | Nick Fifer                                       |
| 1992 | Stíny a mlha                                                       | Ano              | Ano              | Ano              | Kleinman                                         |
| 1992 | Manželé a manželky                                                 | Ano              | Ano              | Ano              | Gabe Roth                                        |
| 1993 | Tajemná vražda na Manhattanu                                       | Ano              | Ano              | Ano              | Larry Lipton                                     |
| 1994 | Výstřely na Broadwayi                                              | Ano              | Ano              |                  |                                                  |
| 1994 | Nepijte vodu (TV film)                                             | Ano              | Ano              | Ano              | Walter Hollander                                 |
| 1995 | Klauni (TV film)                                                   |                  |                  | Ano              | Al Lewis                                         |
| 1995 | Mocná Afrodité                                                     | Ano              | Ano              | Ano              | Lenny                                            |
| 1996 | Všichni říkají: Miluji tě                                          | Ano              | Ano              | Ano              | Joe Berlin                                       |
| 1997 | Pozor na Harryho                                                   | Ano              | Ano              | Ano              | Harry Block                                      |
| 1997 | Wild Man Blues                                                     |                  |                  | Ano              | Sám za sebe                                      |
| 1998 | AFI's 100 Years...100 Movies                                       |                  |                  | Ano              | Sám za sebe                                      |
| 1998 | Celebrity                                                          | Ano              | Ano              |                  |                                                  |
| 1998 | Podvodníci                                                         |                  |                  | Ano              | Ředitel pohovorů                                 |
| 1998 | Mravenec Z                                                         |                  |                  | Ano              | Hlas mravence Z                                  |
| 1999 | Sladký ničema                                                      | Ano              | Ano              | Ano              | Vypravěč                                         |
| 2000 | Společník                                                          |                  |                  | Ano              | Americký velvyslanec                             |
| 2000 | Darebáčci                                                          | Ano              | Ano              | Ano              | Ray                                              |
| 2000 | Light Keeps Me Company                                             |                  |                  | Ano              | Sám za sebe                                      |
| 2000 | Řezník, kněz a prostitutka                                         |                  |                  | Ano              | Tex Crowley                                      |
| 2001 | Prokletí žlutozeleného škorpióna                                   | Ano              | Ano              | Ano              | C.W. Briggs                                      |
| 2001 | Sounds from a Town I Love                                          | Ano              | Ano              |                  |                                                  |
| 2001 | Stanley Kubrick: Život v obrazech                                  |                  |                  | Ano              | Sám za sebe                                      |
| 2001 | The Concert for New York City                                      |                  |                  | Ano              | Sám za sebe                                      |
| 2002 | Woody Allen: A Life in Film                                        |                  |                  | Ano              | Sám za sebe                                      |
| 2002 | The Magic of Fellini                                               |                  |                  | Ano              | Sám za sebe                                      |
| 2002 | Hollywood v koncích                                                | Ano              | Ano              | Ano              | Val Waxman                                       |
| 2003 | 100 Years of Hope & Humor                                          |                  |                  | Ano              | Sám za sebe                                      |
| 2003 | Cokoliv                                                            | Ano              | Ano              | Ano              | David Dobel                                      |
| 2003 | Charlie: Život a dílo Charlese Chaplina                            |                  |                  | Ano              | Sám za sebe                                      |
| 2004 | François Truffaut, une Autobiographie                              |                  |                  | Ano              | Sám za sebe                                      |
| 2004 | Melinda a Melinda                                                  | Ano              | Ano              |                  |                                                  |
| 2005 | The Ballad of Greenwich Village                                    |                  |                  | Ano              | Sám za sebe                                      |
| 2005 | The Outsider                                                       |                  |                  | Ano              | Sám za sebe                                      |
| 2005 | Match Point – Hra osudu                                            | Ano              | Ano              |                  |                                                  |
| 2006 | Sólokapr                                                           | Ano              | Ano              | Ano              | Sid Waterman                                     |
| 2006 | Home                                                               |                  |                  | Ano              | Sám za sebe                                      |
| 2007 | Kasandřin sen                                                      | Ano              | Ano              |                  |                                                  |
| 2008 | Vicky Cristina Barcelona                                           | Ano              | Ano              |                  |                                                  |
| 2009 | Užívej si, co to jde                                               | Ano              | Ano              |                  |                                                  |
| 2010 | Poznáš muže svých snů                                              | Ano              | Ano              |                  |                                                  |
| 2011 | Půlnoc v Paříži                                                    | Ano              | Ano              |                  |                                                  |
| 2012 | Paříž-Manhattan                                                    |                  |                  | Ano              | Woody Allen                                      |
| 2012 | Do Říma s láskou                                                   | Ano              | Ano              | Ano              | Jerry                                            |
| 2013 | Fading Gigolo                                                      |                  |                  | Ano              | Murray                                           |
| 2013 | Jasmíniny slzy                                                     | Ano              | Ano              |                  |                                                  |
| 2014 | Kouzlo měsíčního svitu                                             | Ano              | Ano              |                  |                                                  |
| 2015 | Iracionální muž                                                    | Ano              | Ano              |                  |                                                  |
| 2016 | Café Society                                                       | Ano              | Ano              | Ano              | Vypravěč                                         |
| 2017 | Kolo zázraků                                                       | Ano              | Ano              |                  |                                                  |
| 2019 | Deštivý den v New Yorku                                            | Ano              | Ano              |                  |                                                  |
| 2020 | Festival pana Rifkina                                              | Ano              | Ano              |                  |                                                  |
| 2023 | Zásah štěstím                                                      | Ano              | Ano              |                  |                                                  |